# João Carqueijeiro
João Edmundo Lemos Carqueijeiro (Lobito, Angola, 25 de febrero de 1954) es un artista plástico portugués.
Hasta los veinte años vivió en Maputo (Mozambique) y en 1974 se trasladó a Oporto (Portugal).
En esta ciudad finalizó en 1982 el Curso Superior de Dibujo (bajo la orientación del maestro Sá Nogueira) en la Cooperativa Árvore. Más tarde se especializó en torno de alfarero, Vidriado de Gres y Raku, en la Escuela de Cerámica de La Bisbal, en Cataluña.
Desde 1981, se dedica a la enseñanza de la cerámica, tanto en el sector de la Formación Profesional como en el artístico. En este ámbito es profesor desde 1986 de los "Cursos Livres de Cerâmica" en la Cooperativa Árvore, de la cual es miembro.
Ha realizado exposiciones individuales en varias ciudades portuguesas y en París; una obra suya se conserva en el Ayuntamiento de Amakusa en Hondō (Japón) y otras figuran en diversos museos, entre ellos el Museo del Azulejo de Lisboa.

## Obras
Se incluye a continuación una pequeña selección del trabajo de João Carqueijeiro en categorías.

### Escultura (Árvores- serieárboles)

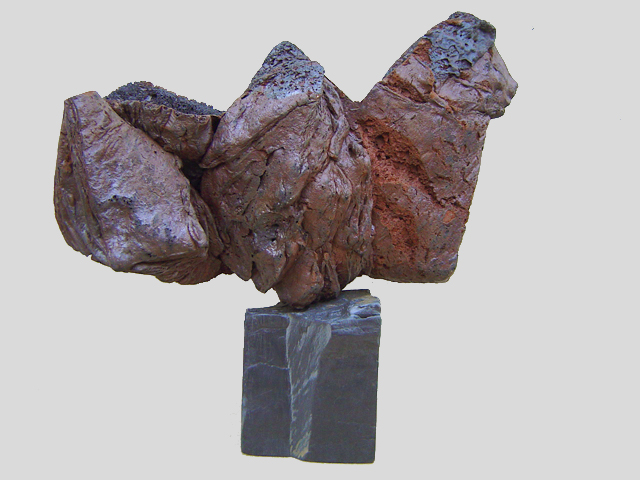
(sin título)
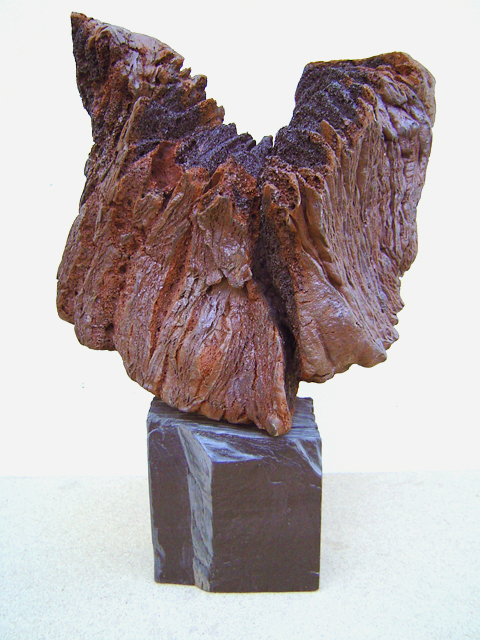
(sin título)
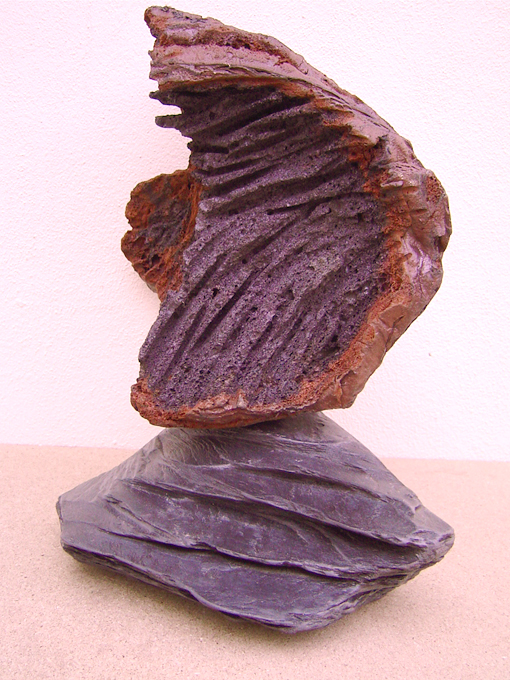
(sin título)
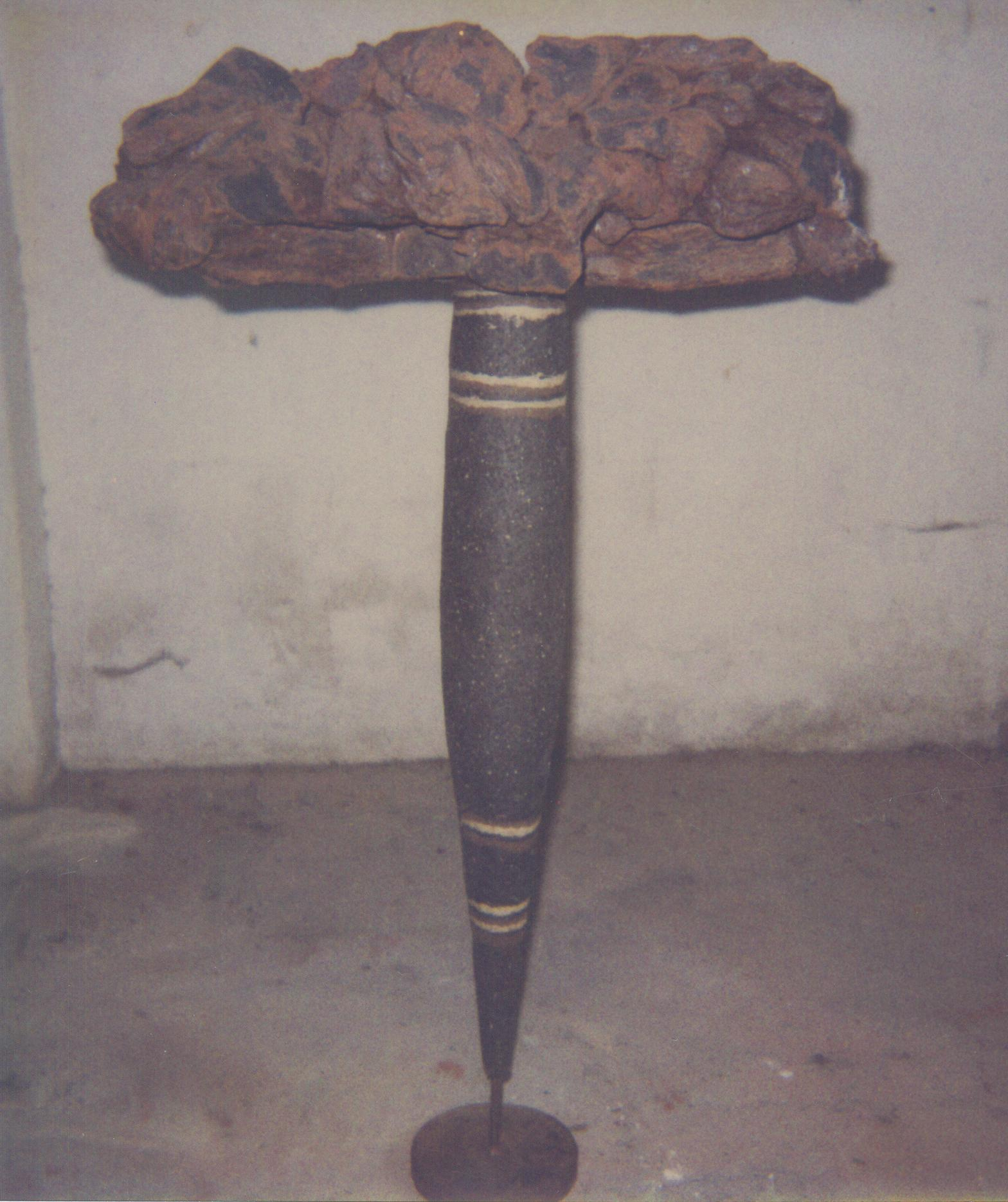
(sin título)
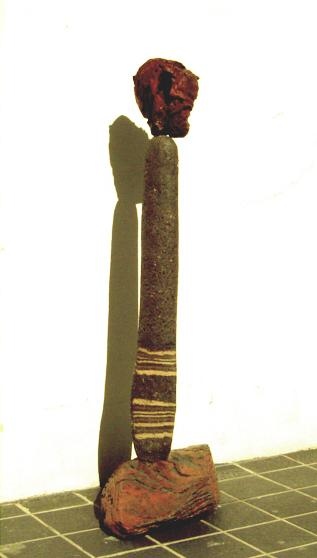
(sin título)
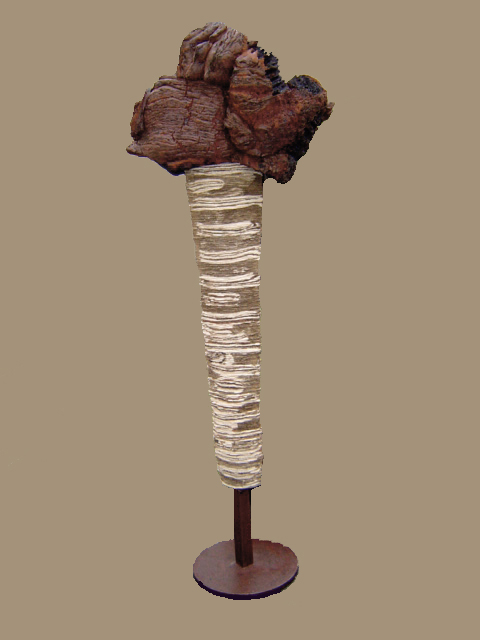
(sin título)
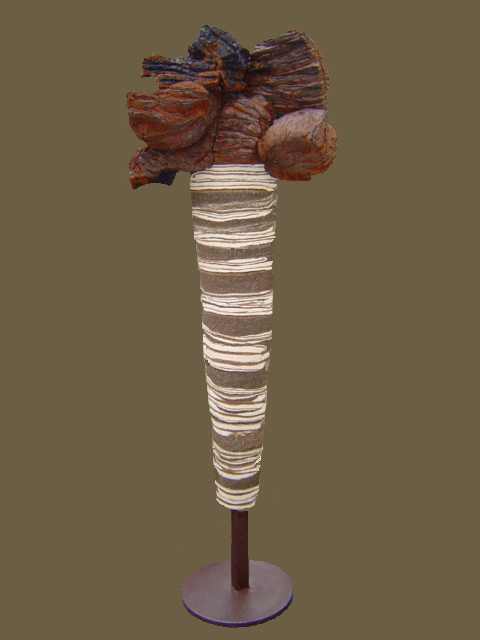
(sin título)
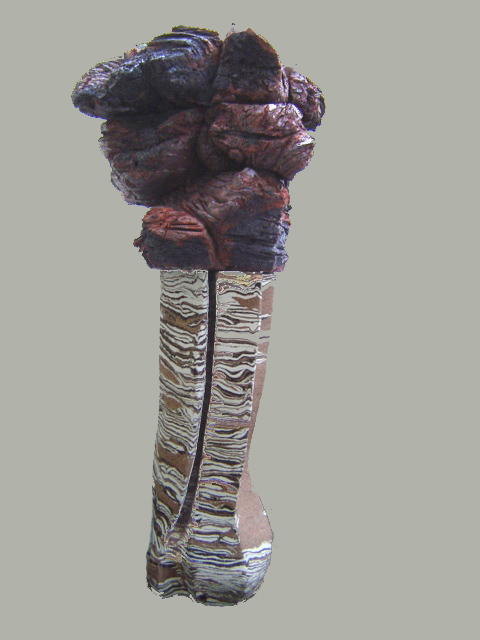
(sin título)

### Escultura (día coloreado)

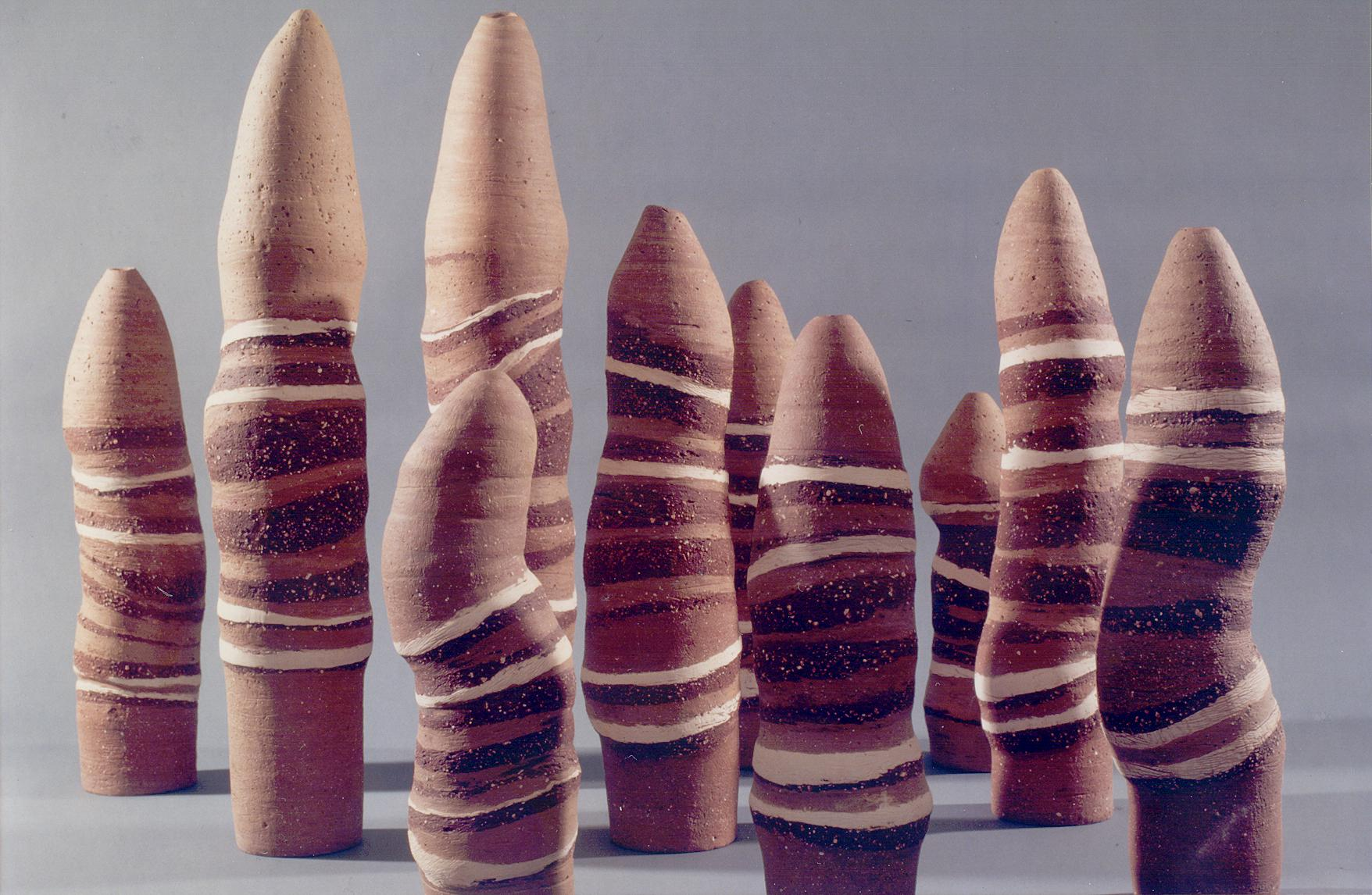
(sin título)
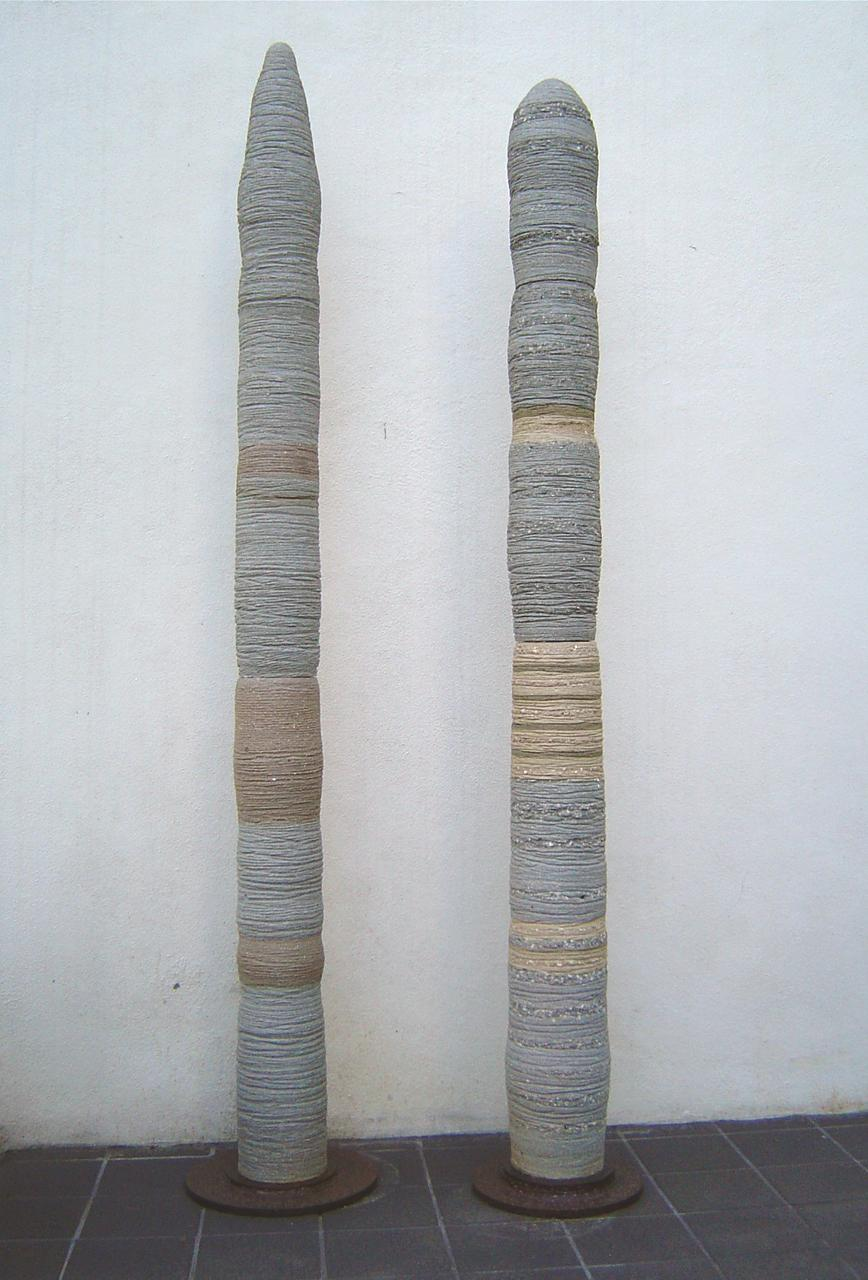
(sin título)
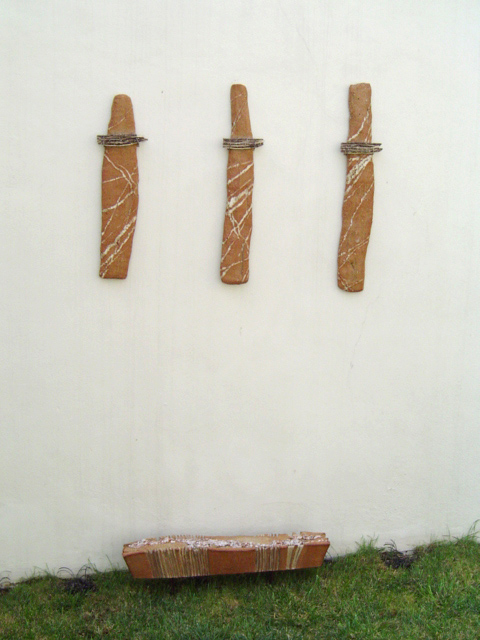
(sin título)
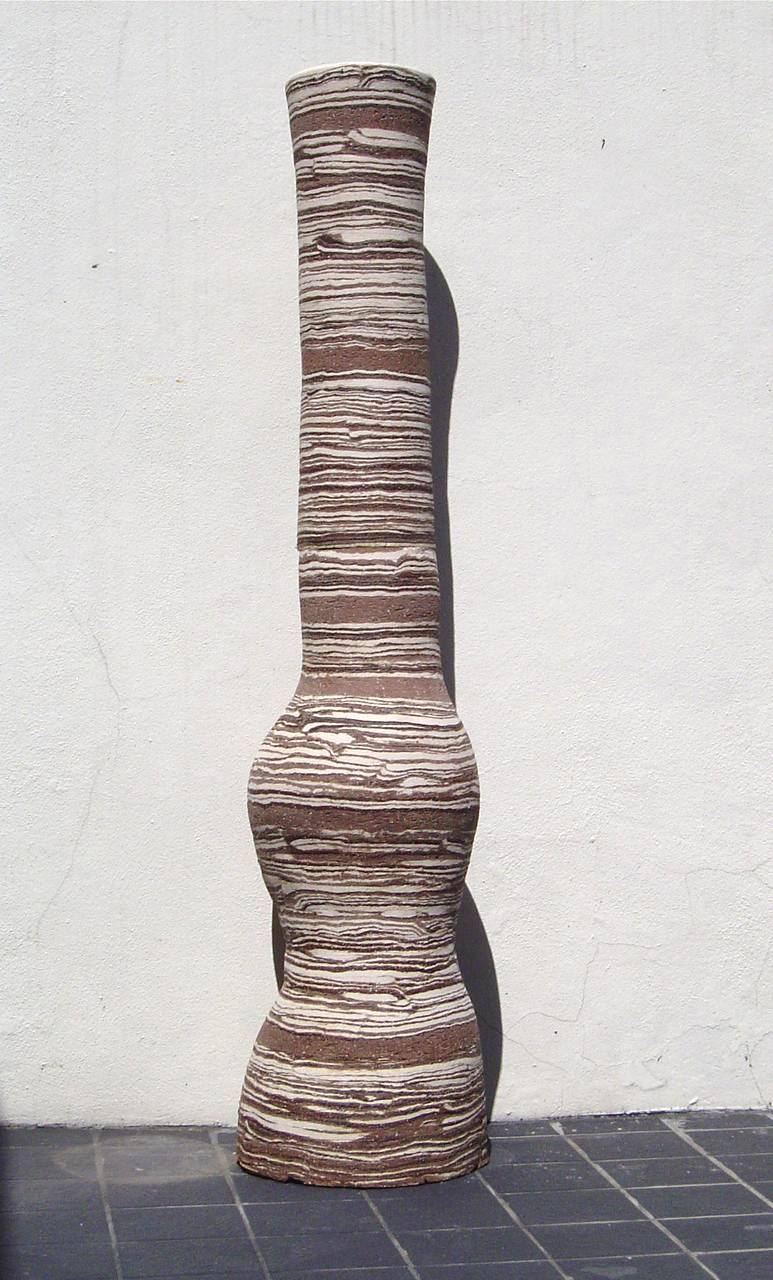
(sin título)

### Platos

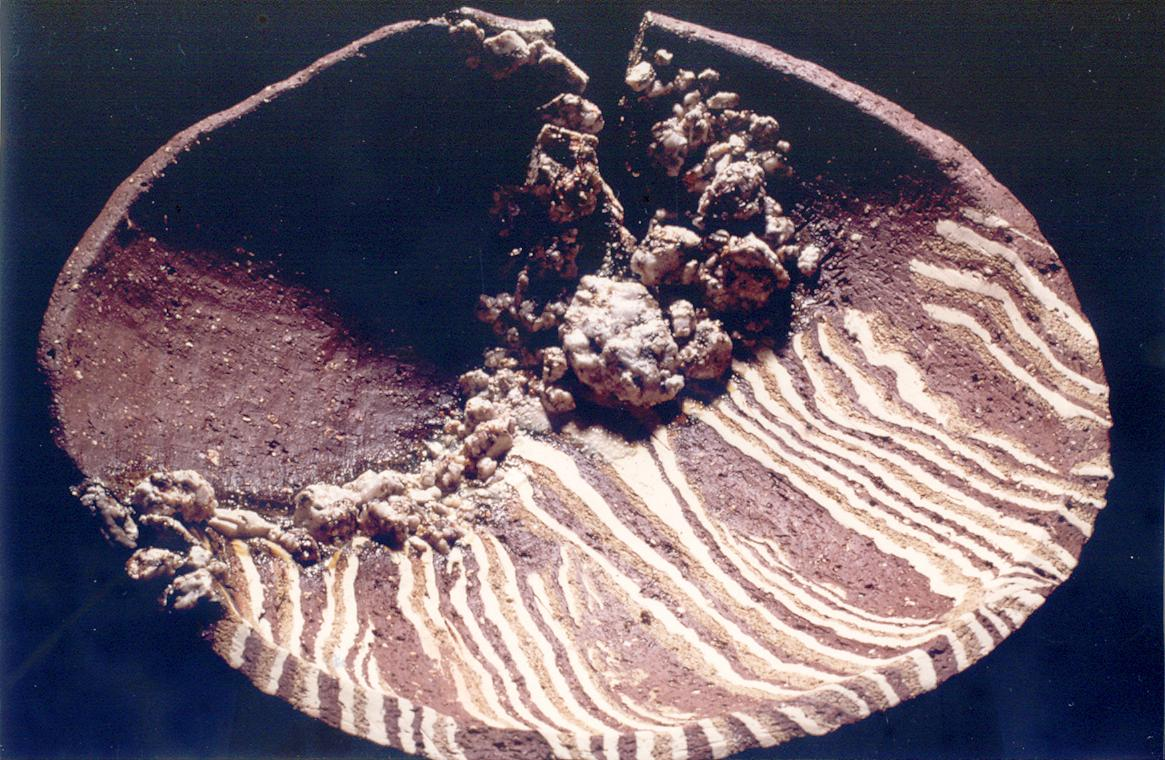
(sin título)
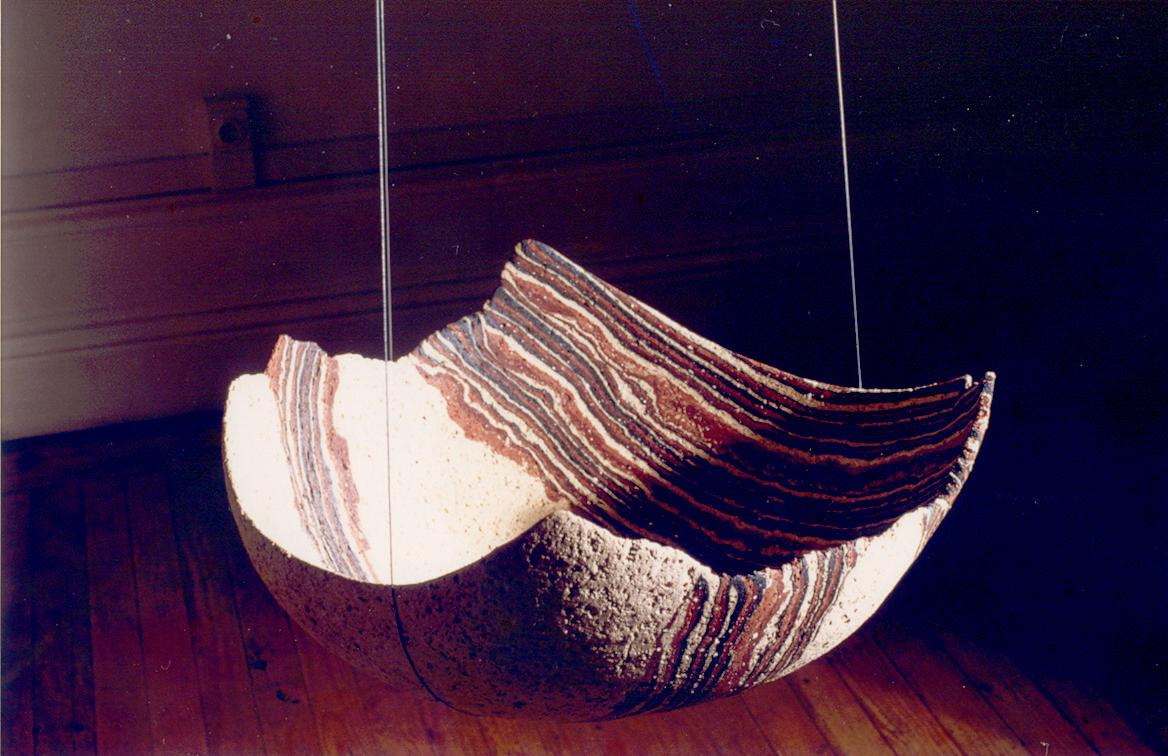
(sin título)
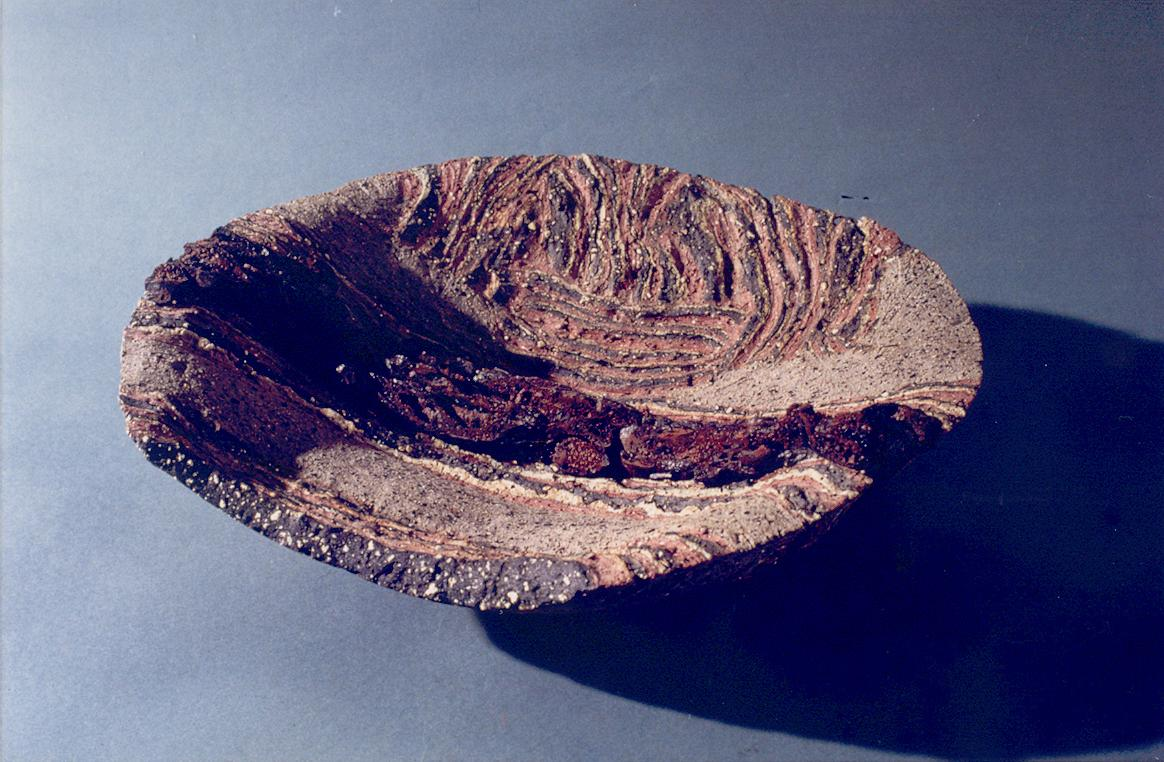
(sin título)
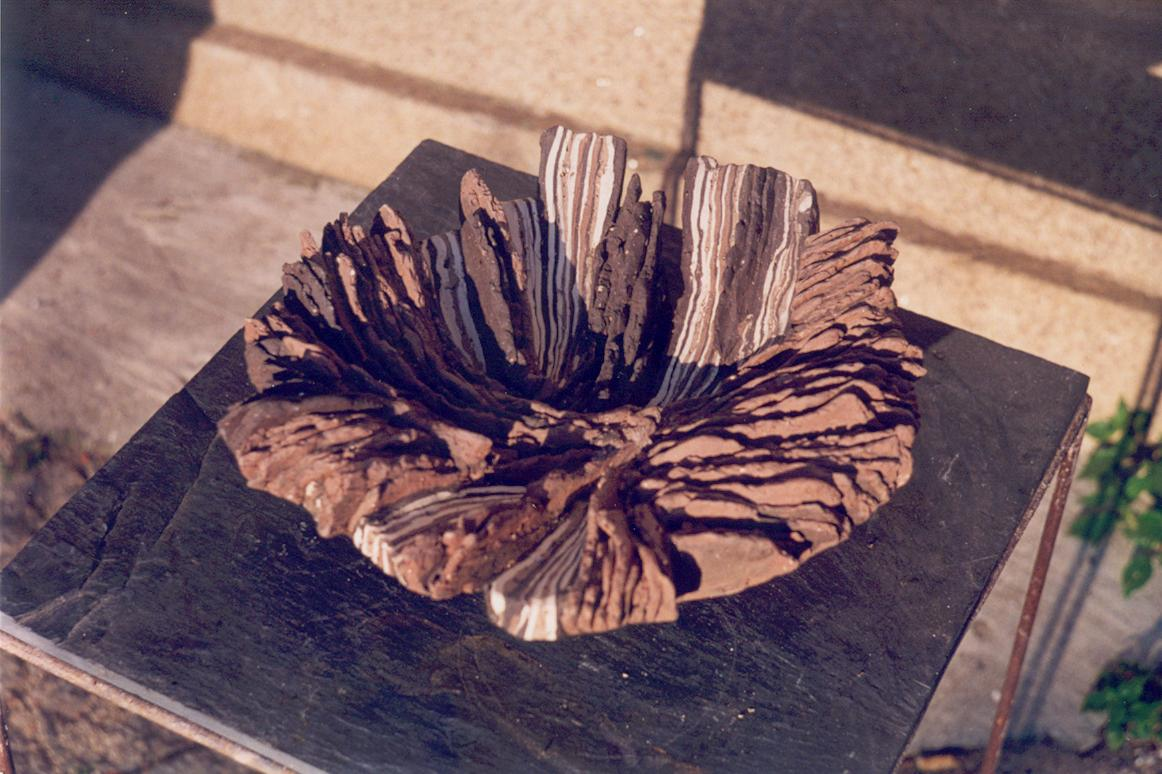
(sin título)